# 红蜻蜓少年小说奖
红蜻蜓少年小说奖是由马来西亚红蜻蜓出版社于2009年创办的小说创作比赛，宗旨为鼓励小说创作，发掘本地优秀小说作者。此项比赛没有年龄限制，只要参赛作品的内容符合征文资格，各年龄层的创作者皆可参赛。
红蜻蜓少年小说奖奖项共分为金奖和银奖，红蜻蜓少年小说奖决审评委会将视当届参赛作品水准决定奖项数量。若参赛作品未达水准，红蜻蜓少年小说奖决审评委会有权决议从缺。 
红蜻蜓少年小说奖参赛作品的题材仅限于适合少年阅读的内容，即不可触及当地敏感课题或包含任何限制级内容。此外，比赛不接受联合创作。
得奖作品会在红蜻蜓出版社出版，得奖者也会成为红蜻蜓旗下的合约作者。

## 比赛模式
红蜻蜓少年小说奖分为“长篇小说奖”与“中篇小说奖”，由第1届的“长篇小说奖”开始，每年交替举办。“中篇小说奖”的得奖作品会以“绘图小说”的形式，加入插画出版。这个模式在“第5届红蜻蜓少年小说奖”不再续用。
自第8届比赛开始，红蜻蜓少年小说奖为了让有志于小说创作的作者们有更充裕的时间创作，将小说奖改以“双年奖”的形式进行。
参赛作品须适合少年阅读，内容贴近少年生活为宜。此外，参赛作品须避免涉及宗教、种族等敏感课题，且不得为言情小说，更不可包含暴力、色情、鬼怪等对少年有负面影响之内容。字数方面，则为8万字至12万字（含标点符号）。
评选过程分初审、复审、决审三阶段，决审委员会由专业评委及少年评委所组成。若参赛作品未达水准，奖项可由决审评委决议从缺。

## 奖项与奖金
红蜻蜓少年小说奖的金奖与银奖得主各分别获得3万令吉与1万令吉奖金，以及奖杯一座。得奖作品皆将付梓出版，作者亦可成为红蜻蜓出版社的合约作者。
第1届小说奖原本只设一份金奖与一份银奖，但经过评审后認定三部都為好作品，因此多增设一份银奖。
“第6届红蜻蜓少年小说奖”特别设置了一座“专业评审奖”，以鼓励作者尝试更多元化的写作题材。
“第9届红蜻蜓少年小说双年奖”的得奖者可额外获得笔记本电脑一台。

## 历届得奖作品
|                    | 金奖                                                      | 银奖                                                 | 银奖                                             | 专业评审奖                                   |
| ------------------ | --------------------------------------------------------- | ---------------------------------------------------- | ------------------------------------------------ | -------------------------------------------- |
| 第1届              | 陈惠君 《我要像海鸟一样飞》 ISBN 978-967-5439-06-3        | 李慧慧 《妈妈满分》 ISBN 978-967-5349-04-9           | 王元 《冲吧，放牛班！》 ISBN 978-967-5439-05-6   | 无                                           |
| 第2届 （中篇小说） | 从缺                                                      | 赖宇欣 《佳佳的秘密》 ISBN 978-967-0370-40-8         | 无                                               | 无                                           |
| 第3届              | 庄昉思 《盖娅勇者传 · 传说的起点》 ISBN 978-967-0564-02-9 | 叶向荣 《神奇舞狮团》 ISBN 978-967-0370-98-9         | 曾宝玲 《我们都是模范生》 ISBN 978-967-0370-97-2 | 无                                           |
| 第4届 （中篇小说） | 从缺                                                      | 陈秋芬 《面包公主》 ISBN 978-967-0564-21-0           | 无                                               | 无                                           |
| 第5届              | 张荟甄 《梯阶上的寓言》 ISBN 978-967-0564-35-7            | 从缺                                                 | 无                                               | 无                                           |
| 第6届              | 从缺                                                      | 吴彩欣 《水底魔镇》 ISBN 978-967-0564-68-5           | 谢冰洁 《再见小时候》 ISBN 978-967-0564-74-6     | 吴道顺 《尼普顿手记》 ISBN 978-967-0564-72-2 |
| 第7届              | 从缺                                                      | 刘淑怡 《奥乔亚新星》 ISBN 978-967-2088-04-2         | 无                                               | 无                                           |
| 第8届 （双年奖）   | 从缺                                                      | 傅佳俊 《你的心跳牵动了世界》 ISBN 978-967-2088-46-2 | 无                                               | 无                                           |
| 第9届 （双年奖）   | 未知                                                      | 陈家旸 《提灯与泥人偶》                              | 未知                                             | 未知                                         |